# آندراوولا ووهیپنو
آندراوولا ووهیپنو (به لاتین: Andravola Vohipeno) یک منطقهٔ مسکونی در ماداگاسکار است که در بخش امباتولامپی واقع شده‌است. آندراوولا ووهیپنو ۵٬۰۰۰ نفر جمعیت دارد و ۱٬۵۸۷ متر بالاتر از سطح دریا واقع شده‌است.